# Pressignac
 Pressignac  es una comuna y población de Francia, en la región de Poitou-Charentes, departamento de Charente, en el distrito de Confolens y cantón de Chabanais.
Está integrada en la Communauté de communes de Haute Charente .

## Demografía[2]
| 1 304 | 1 669 | 1 056 | 1 198 | 1 446 | abs. | 1 504 | 1 511 | 1 463 | 1 409 | 1 470 | 1 366 | 1 315 | 1 362 | 1 434 | 1 509 | 1 504 | 1 515 | 1 525 | 1 354 | 1 178 | 1 109 | 1 041 | 1 010 | 934 | 790 | 781 | 665 | 577 | 519 | 477 | 449 | 430 |
| Para los censos de 1962 a 1999 la población legal corresponde a la población sin duplicidades (Fuente: INSEE [Consultar]) |       |       |       |       |      |       |       |       |       |       |       |       |       |       |       |       |       |       |       |       |       |       |       |     |     |     |     |     |     |     |     |     |

## Lugares y monumentos[1]

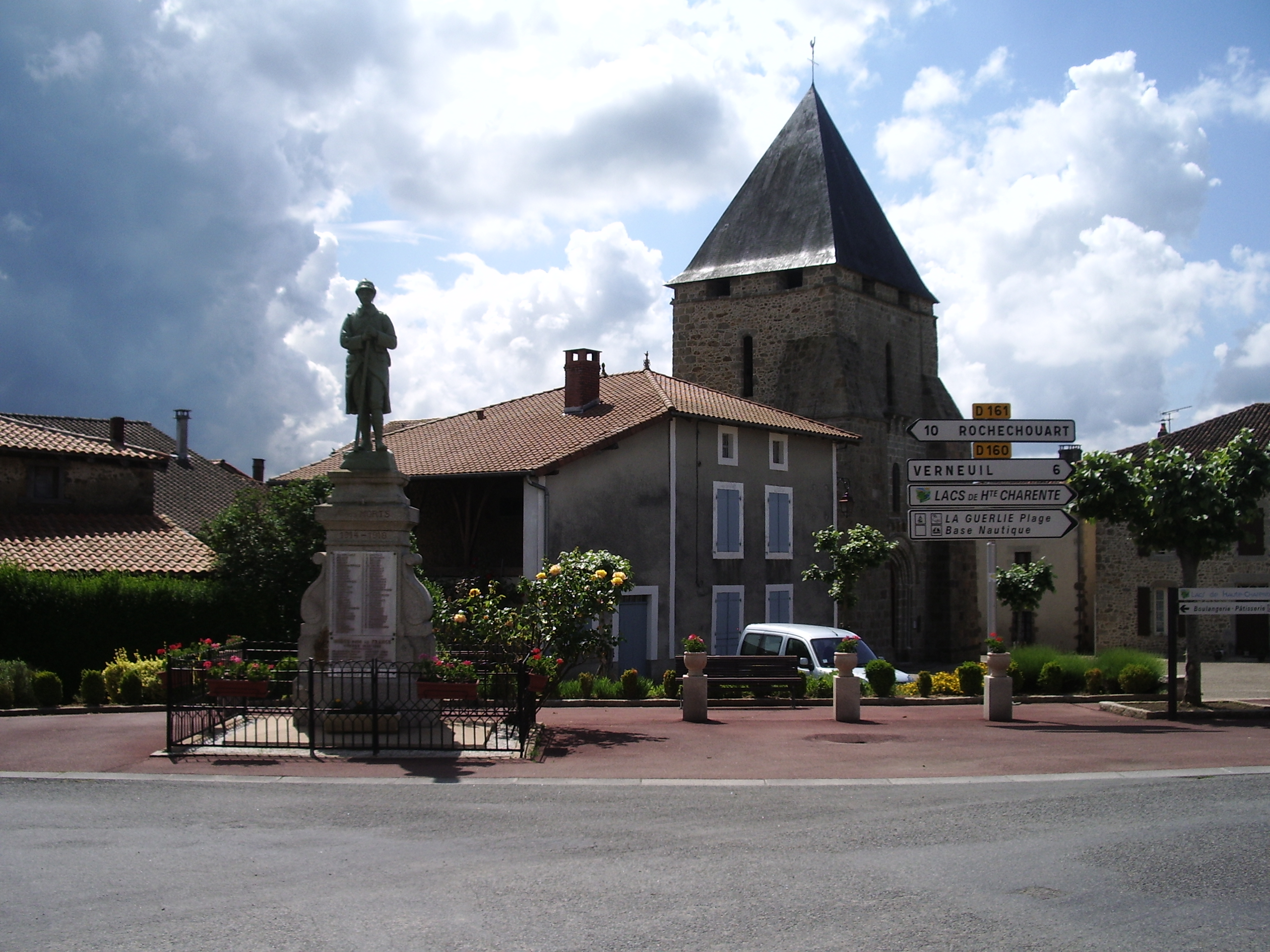
En la población destaca el campanario.

- Iglesia de San Martín, construida en el siglo XI y remodelada en el XII.